# 'с-Геренбрук
'с-Геренбрук (нід. s-Heerenbroek) — село в нідерландській провінції Оверейсел. Входить до муніципалітету Кампен.
Його площа становить 3,94 км², а населення станом на 2021 рік складало 670 осіб.
Перша згадка про населений пункт датується 1364 роком.